# 逢坂愛
逢坂 愛（あいさか めぐみ、1992年5月6日 - ）は、日本のグラビアアイドル、クリエイター。
クリエイターとしてはTwitchとYouTubeによる配信を行うストリーマー活動とファンサイト活動を、地元である宮城県で行っている。

## 経歴
2012年、コスプレROM写真集の即売会と撮影会コスホリックに出演し、自身の全作品を完売させた。同年、初のDVD『愛のシースルー ラブ』をリリースし、翌年にはDVD『マジックナンバー』をリリースした。
2018年12月1日から2020年まで、GALAXとスポンサー契約。現在はGALAX JAPANとして、スポンサー案件は休止中と公式Xアカウントに記載されている。
2022年11月25日には、eルーム公式アンバサダーに就任。任期は2022年のみであったことが、2024年11月に公開された所属事務所のプロフィールに記載されている。

## 出演作品

### デジタル写真集
- めい萌え Vol. 1（2011年11月1日）
- めい萌え Vol. 2（2011年12月1日）
- めい萌え Vol. 3（2012年2月1日）
- めい萌え Vol. 4（2012年3月1日）
- めい萌え FIVE ハタチのBirthDay Special（2012年5月1日）
- めい萌え Vol. 6（2012年6月1日）
- めい萌え Vol. 7（2012年7月1日）
- めぐろむっ! Vol. 1（2012年10月1日）
- 自画撮り!! めぐたん #1（2012年11月1日）
- めぐろむっ! Vol. 2（2013年1月1日）
- めい萌え&めぐろむっ!（2013年3月1日）
- （めぐ+まり）×百合=○○○（2013年4月5日）
- メグコイ #1（2013年5月15日）
- めぐろむっ! Vol. 3（2013年7月26日）
- なちゅめぐ 学校にいたって、メグニー…♡（2013年9月15日）
- 爆ぜめぐ!!（2013年9月15日）
- ロリパンっ娘（2013年11月10日）
- 逢坂愛のお蔵出し。はじめてのグラビア撮影 (2014年1月31日)
- めぐカラー(2015年02月02日)
- メグ伊豆ム(2015年05月08日)
- めぐ＠ほーむ(2015年06月03日)
- めぐぱーる(2015年08月20日)
- めぐへんげ(2016年01月05日)
- めぐへんげ動画版(2016年01月05日)
- 逢坂カンパニー会社概要(2016年01月06日)
- 逢坂愛 復刻！『めい萌え1』170pics (2020年08月28日)
- 逢坂愛 復刻！『めい萌え2』170 pics (2020年08月28日)
- 逢坂愛 復刻！『めい萌え3』155 pics (2020年08月28日)
- 逢坂愛 復刻！『めい萌え4』200 pics (2020年08月28日)
- 逢坂愛 復刻！『めい萌え5』180 pics (2020年08月28日)
- 逢坂愛 復刻！『めい萌え6』215 pics (2020年08月28日)
- 逢坂愛 復刻！『めい萌え7』243 pics (2020年08月28日)
- 逢坂愛 復刻！『超過激NG集』237 pics (2020年08月28日)
- 逢坂愛 復刻！『めぐろむ2』240 pics (2020年08月28日)
- 逢坂愛 復刻！『ふゆめぐ。』255 pics (2020年08月29日)
- 逢坂愛 復刻！『めぐこい1』220 pics (2020年08月29日)
- 逢坂愛 復刻！『めぐりめいく』280 pics (2020年08月29日)
- 逢坂愛 復刻！『白黒めぐ』260 pics (2020年08月29日)
- 逢坂愛 復刻！『爆ぜめぐ』235 pics (2020年08月30日)
- 逢坂愛 復刻！『ギャルめぐ』250 pics (2020年08月30日)

### 写真集
- ゆりもえ―After School Girls (2012年5月20日、マイウェイ出版)

### DVD
- 愛のシースルーラブ（2012年7月27日、エスデジタル）
- ももいろとりっぷ（2012年9月23日、オアシス）
- 最後の楽園（2012年10月31日、オアシス）
- 愛とKISS（2013年3月8日、キングダム）
- 愛撫（2013年5月24日、キングダム）
- Magic number（2013年10月18日、クラリス）
- Etude（2014年1月31日、クラリス）
- めぐみの果汁 ～とってもとってもどんどんキちゃう～（2014年3月28日、オアシス）
- めぐみのキモチ（2014年6月23日、オアシス）
- Back to Back（2014年8月23日、オアシス）
- ボクの彼女（2016年8月25日、air　control）
- Cream Girl (2016年12月16日 Cream)